# Gabrielė Stonkutė
Gabrielė Stonkutė (* 18. April 2001 in Kretinga) ist eine litauische Boxerin. Sie gewann die Goldmedaille im Halbschwergewicht bei der Weltmeisterschaft 2022 in Istanbul.

## Boxkarriere
Gabrielė Stonkutė begann im Alter von 13 Jahren in Kretinga mit dem Boxsport und wurde dort von den Brüdern Aivaras und Tomas Balsiai trainiert. Später trainierte sie in Šilutė bei Vincas Murauskas und anschließend in Panevėžys bei Julius Kibas. Ihr aktueller Trainer ist Viduis Bružus.
Stonkutė wurde 2019 erstmals Litauische Meisterin und nahm im Juni 2021 in Paris an der europäischen Olympiaqualifikation teil, wo sie im Achtelfinale des Mittelgewichts ausschied. Noch im selben Monat gewann sie die Silbermedaille im Mittelgewicht bei der U22-Europameisterschaft in Roseto.
2022 startete sie im Halbschwergewicht, gewann eine Bronzemedaille bei der U22-Europameisterschaft in Poreč und die Goldmedaille bei der Weltmeisterschaft in Istanbul; sie besiegte dabei Gulsaja Jerschan aus Kasachstan, Elif Güneri aus der Türkei und Oliwia Toborek aus Polen. Im Oktober 2022 gewann sie auch die Europameisterschaft in Budva.
Bei den Europaspielen 2023 und der Europameisterschaft 2024 schied sie jeweils frühzeitig aus.

## Weiteres
Sie ist Absolventin des Sportgymnasiums Raimundas Sargūnas in Panevėžys.